# BM Központi Kórház és Intézményei
A budapesti Korvin Ottó Kórház vagy BM Központi Kórház és Intézményei 1949 és 2007 között, Városligeti fasor 9-13. központban működő kórház volt. Az 1989-ben még a rendvédelmi szervek egészségügyi ellátását biztosító intézmény a rendszerváltás után közkórházként működött. Fénykorában a Semmelweis Egyetem Általános Orvostudományi és Fogorvos-tudományi karának oktató kórháza volt, mely részt vett az orvostanhallgatók, rezidens orvosok, szakorvosok, valamint a nővérek, asszisztensek oktatásában, képzésében és továbbképzésében is.

## Története
A Korvin Ottóról elnevezett kórházat a Quittner Zsigmond által 1887-ben épített régi Fasor Szanatóriumból alakították ki. 80 ággyal kezdte meg működését 1949-ben. 1951-re belgyógyászattal, sebészettel és nőgyógyászattal rendelkező, 200 ágyas intézménnyé fejlesztették.
A bővülés következő lépéseként összevonták a kórház mellett fekvő Honvéd Rendelőintézettel (amelyben a Mosonyi utcából átköltözött, 1954-ben létrehozott BM Központi Rendelőintézet kapott helyet). Az 1969-es egyesítéssel létrejött létesítmény neve BM Korvin Ottó Kórház és Szakorvosi Rendelőintézet lett. 1984-től a BM Központi Kórház és Intézményei Szakorvosi Rendelőintézete nevét viselte.
Még 1968-ban nyílt meg a „C” épület, az új hatemeletes kórházi hotelszárny, ahová az intenzív ellátást is nyújtó Kardiológiai Osztály került. Itt került elhelyezésre a sebészet, a központi laboratórium, a röntgen, az Izotóp Osztály, az ultrahang és az újonnan létesült Urológiai Osztály is. 1981-ben nyitották meg a „D” épületet, amiben az új, korszerű intenzív részleg és légkondicionált műtőblokk mellett új helyet kapott a Patológiai Osztály, a központi sterilizáló és központi laboratórium, valamint az Érsebészeti Osztály is. 1991-ben ebben az épületben nyílt meg a CT, s ezzel kialakult az intézmény központi részének végleges formája.
A kórházhoz tartozott még az 1954-ben elkészült BM Szamuely Tibor TBC Gyógyintézet, későbbi nevén a Budakeszi úti Részleg (ma: Országos Korányi Pulmonológiai Intézet) . A TBC gyógyításának eredményességében történt változás miatt már nem volt indokolt külön intézményben gyógyítani, így megváltoztatták profilját: általános belgyógyászati és egy rehabilitációs profilú belgyógyászat, Mentálhigiénés Osztály és Reumatológiai Osztály, egészségügyi alkalmasságot vizsgáló osztály és az ezekhez diagnosztikus hátteret biztosító laboratórium és röntgen működött itt, integrálva a központi intézményhez.
1980 óta a kórház szervezeti keretébe tartozott a BM Hévízi Gyógyintézet is, melyben a járóképes reuma- és mozgásszervi betegek szanatóriumi ellátása és komplex gyógykezelése folyt. 1984-ben kialakították urológiai lézer-műtőt, majd 1985-ben a Sebészeti Osztály részeként az 1985 májusában később önálló osztállyá vált érsebészeti részleget. A felújított röntgen-osztályon angiográfiás vizsgálatok végzésére alkalmas részleg is helyet kapott.

## Felszámolása
1995-ben 85 ággyal csökkentették a kórházi ágyak számát. 1997. január 1-jén újabb 143 ágyat vettek el a kórháztól, így 788 ágyról 560-ra csökkent az ágyszám. Bezárása előtt 593 ággyal működött az intézmény.
2007 nyarán az egészségügyi szakszervezetek és a dolgozók tiltakozása ellenére megszűnt a Városligeti fasorban a gyógyító tevékenység: az Állami Egészségügyi Központ létrehozásával összevonták a Belügyminisztérium Korvin Ottó Kórházát, a MÁV-, a Szabolcs utcai, valamint a Honvéd Kórházat.
2007 után az épületek üresen álltak egy évtizeden keresztül. Csak 2017-ben született döntés a hasznosításukra: az épületekbe eszerint „a Magyar Művészeti Akadémia által fenntartott Magyar Építészeti Múzeum költözik be, amely a kormány akkori határozata értelmében Magyar Építészeti Múzeum és Műemlékvédelmi Dokumentációs Központtá bővült.” A komplexum 1945 után épült épületeit 2021-ben elbontották.

## Galéria

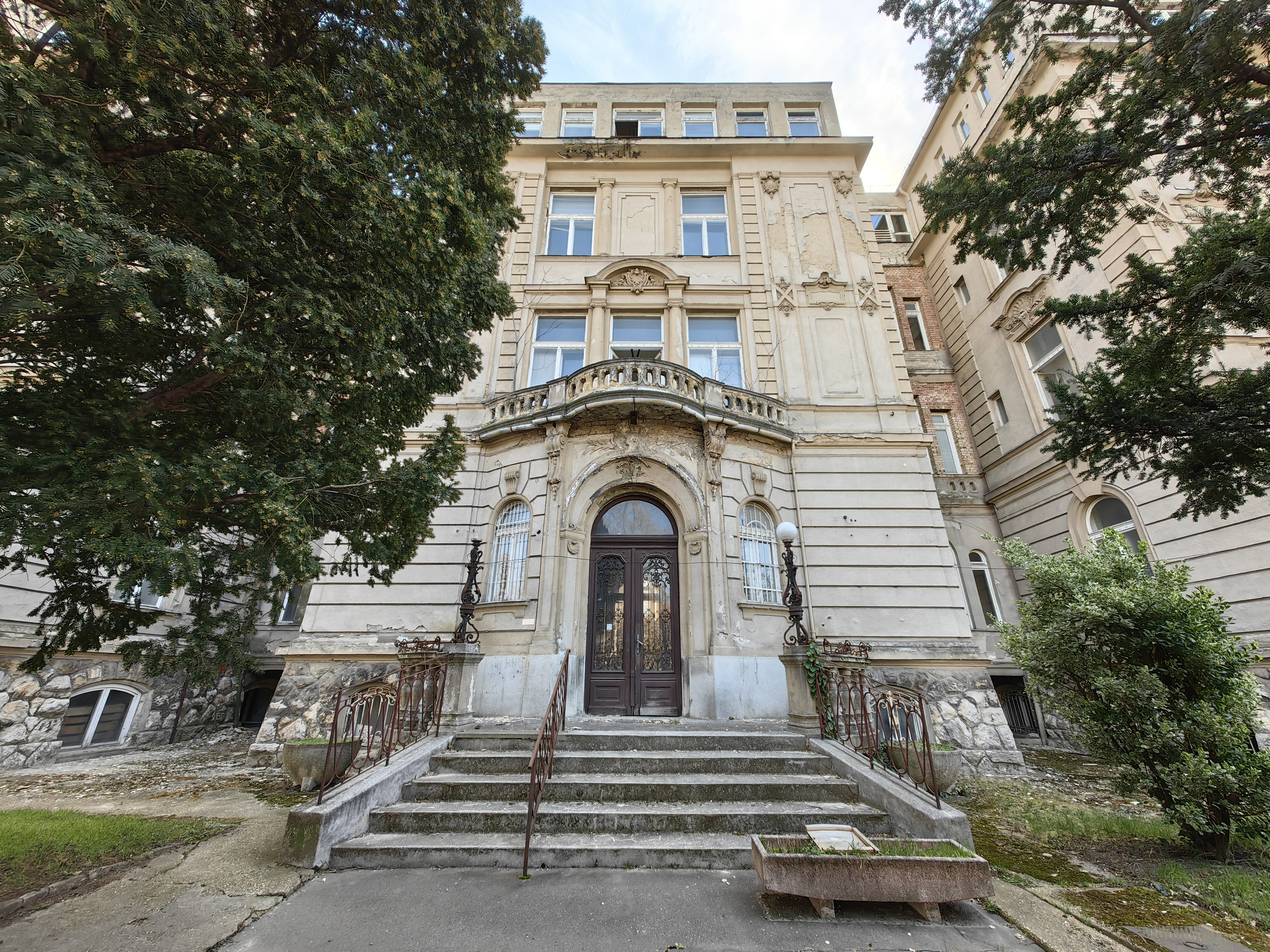
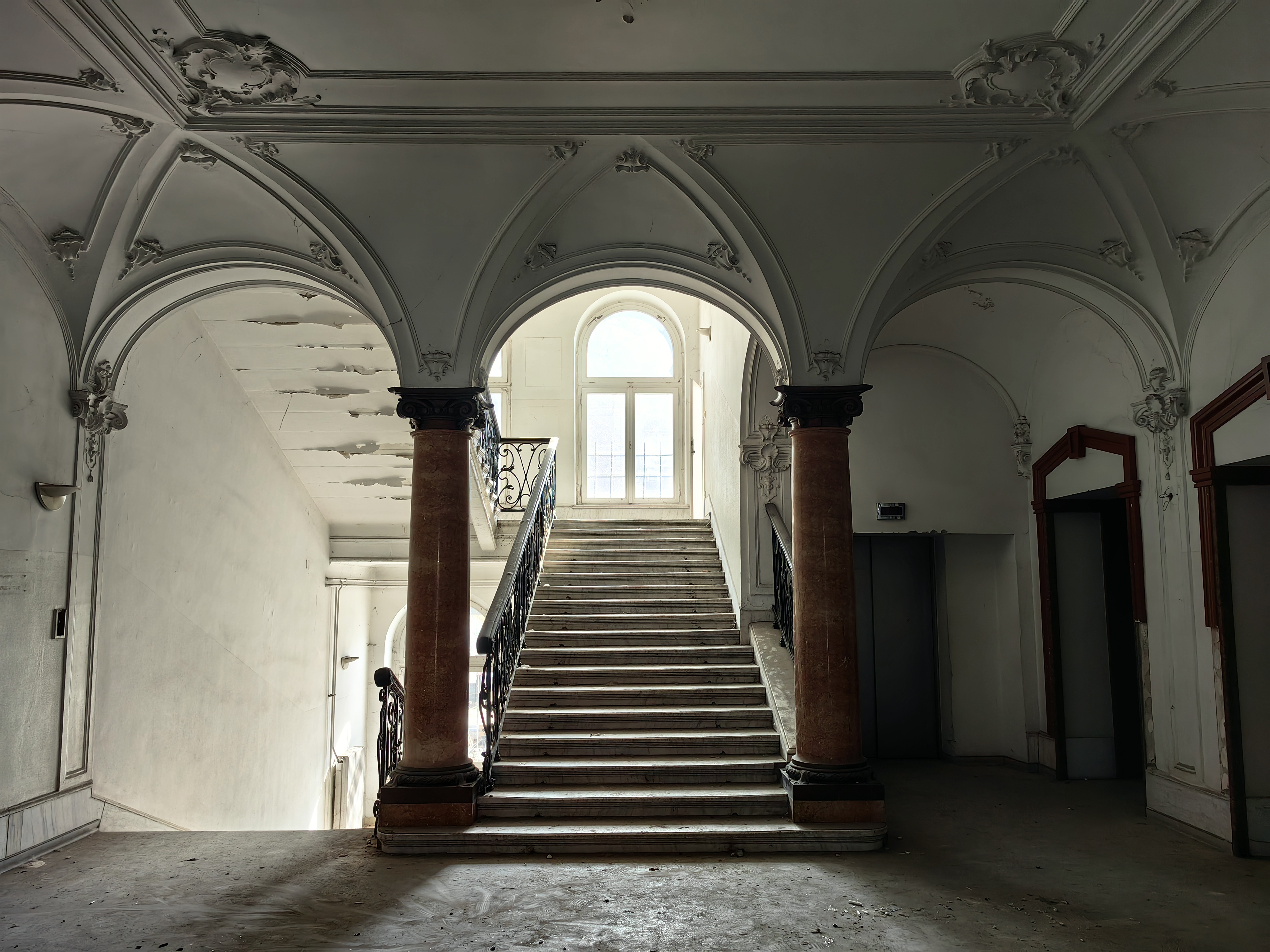
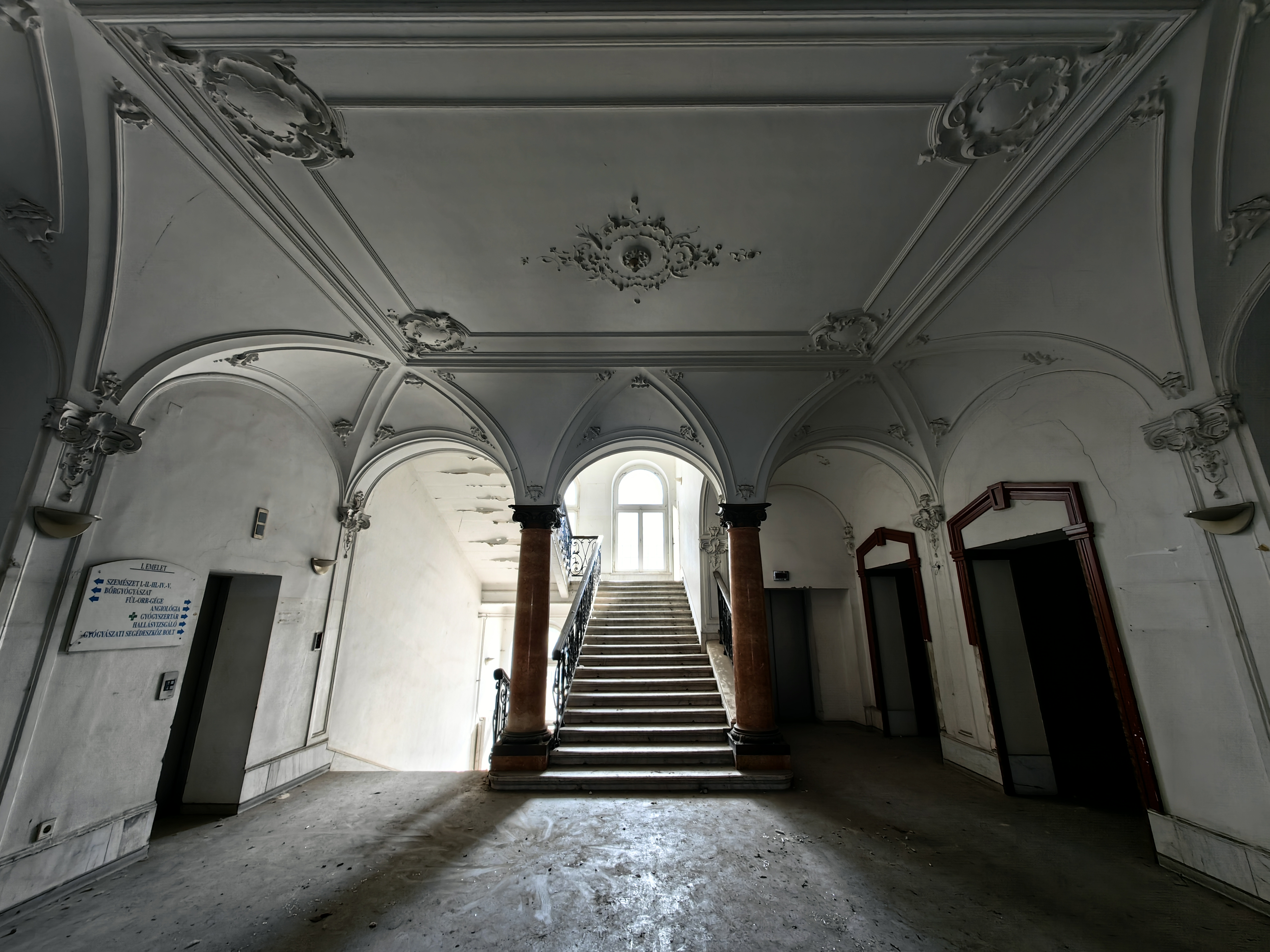
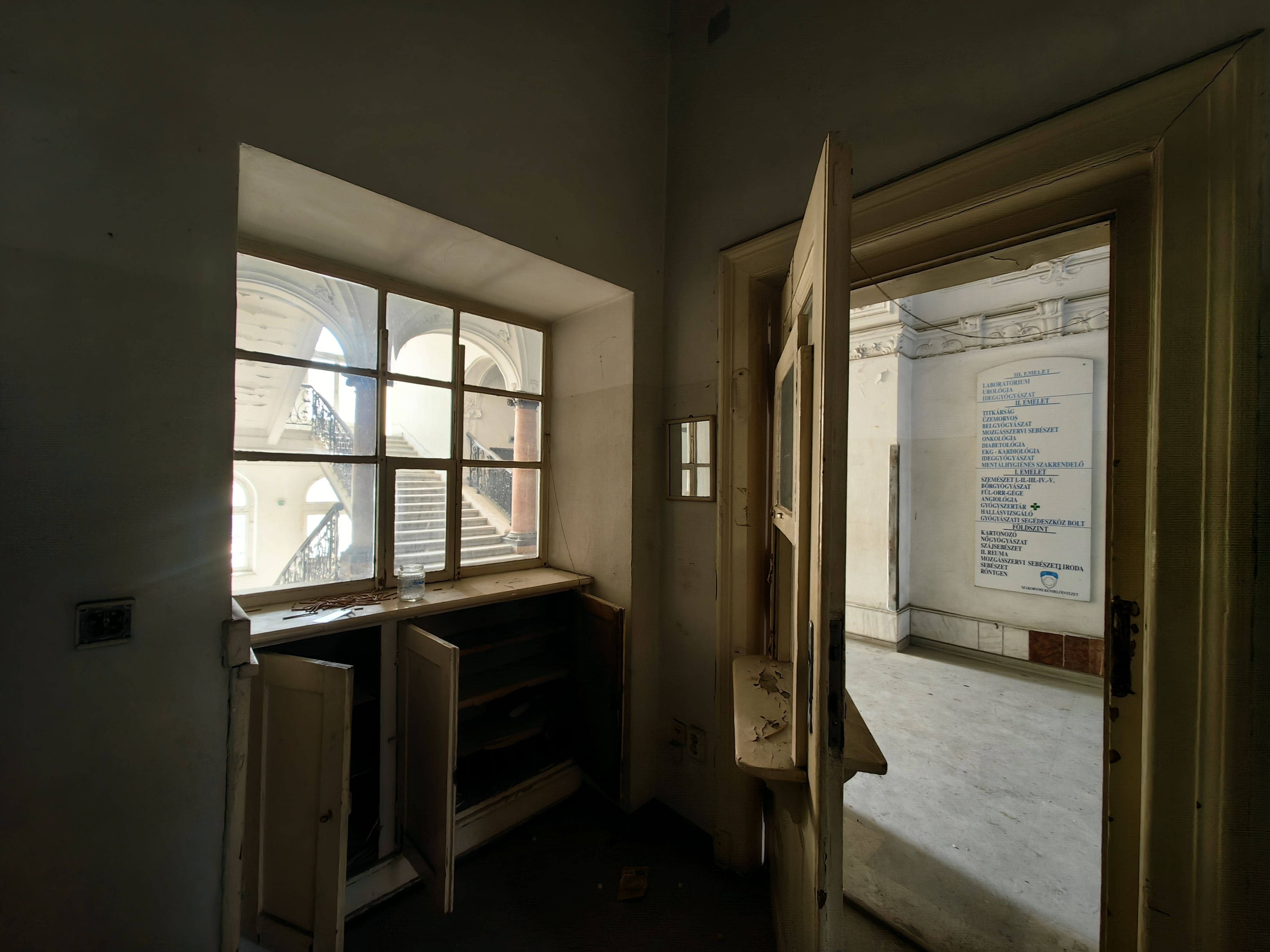
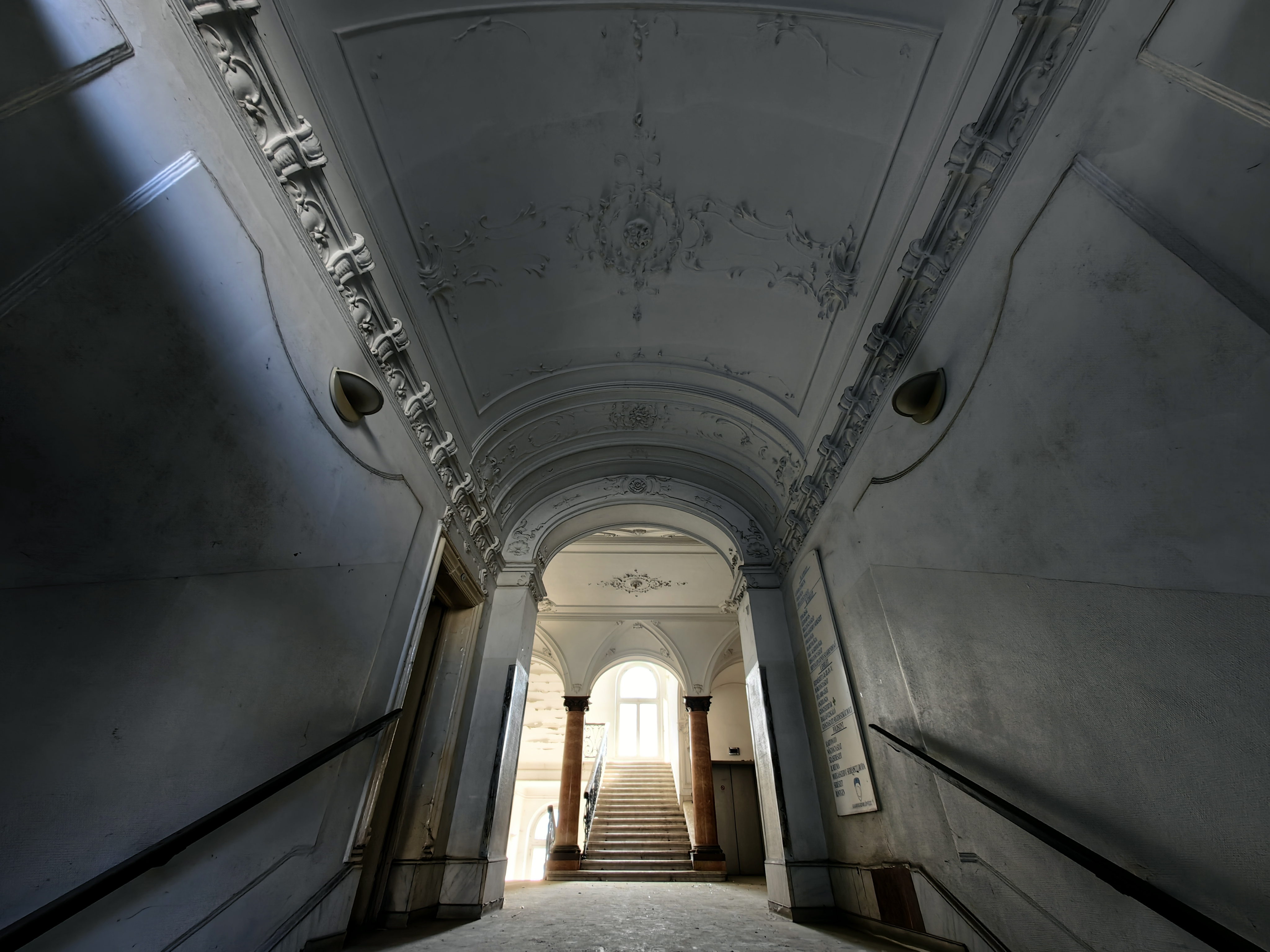
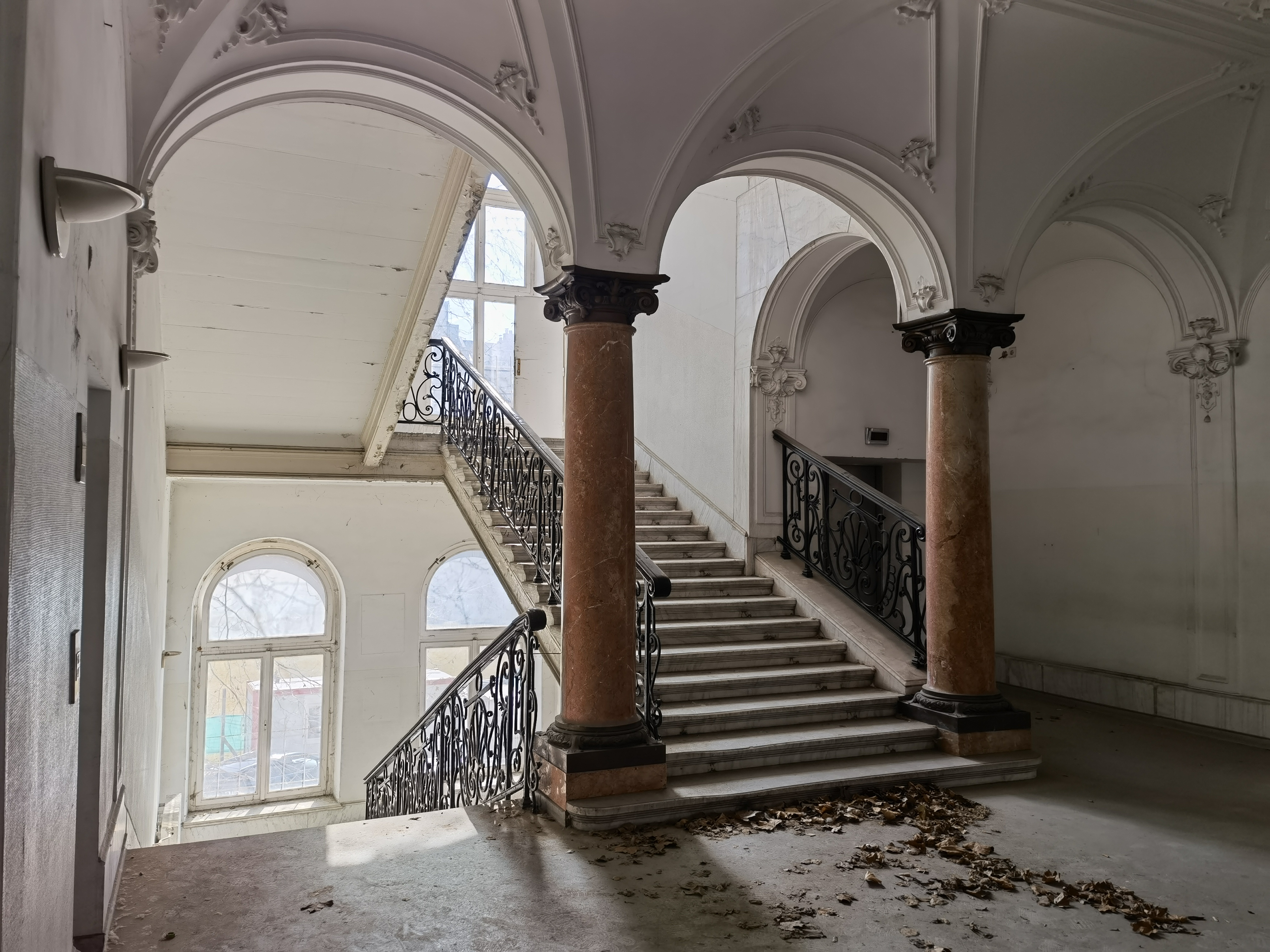
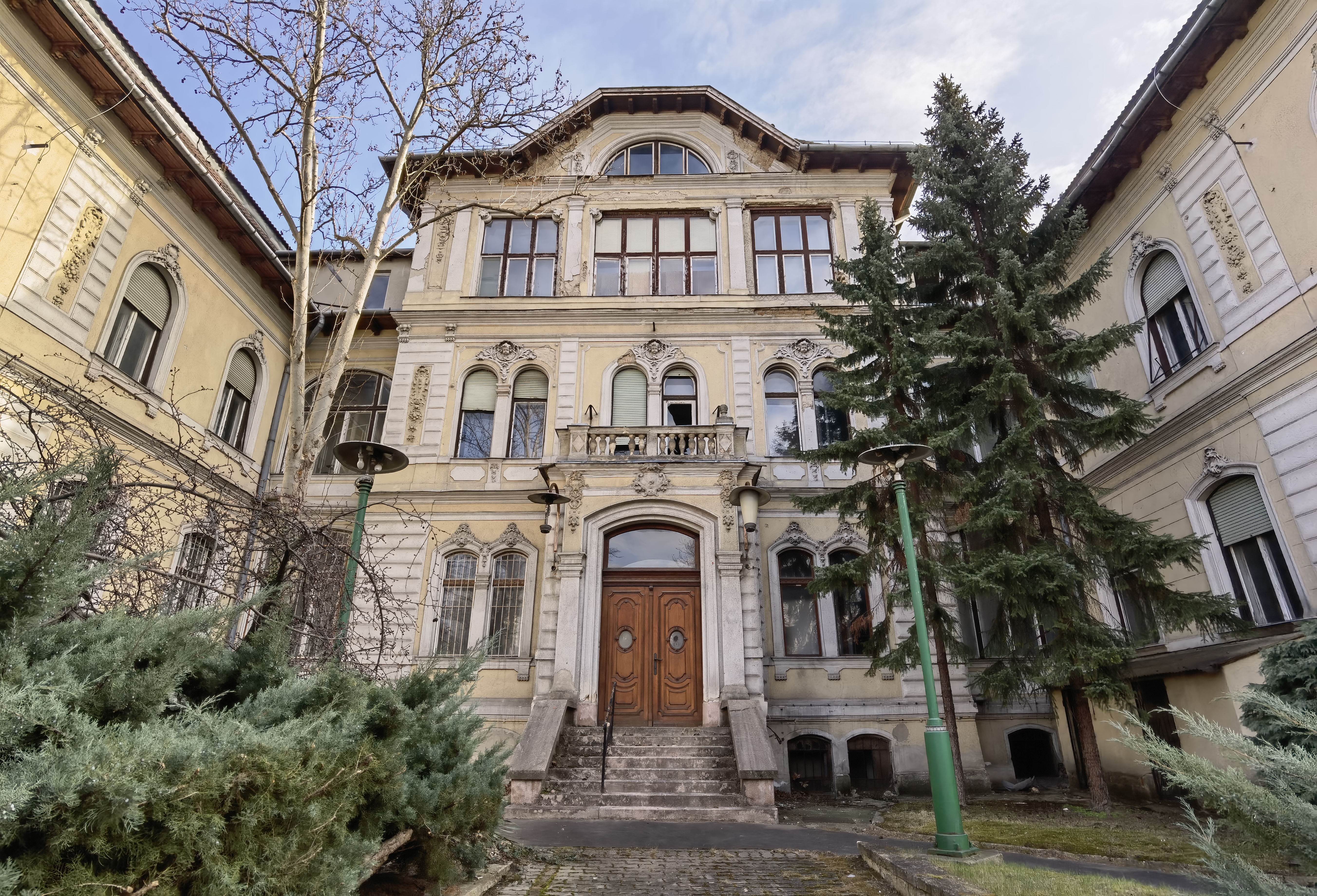
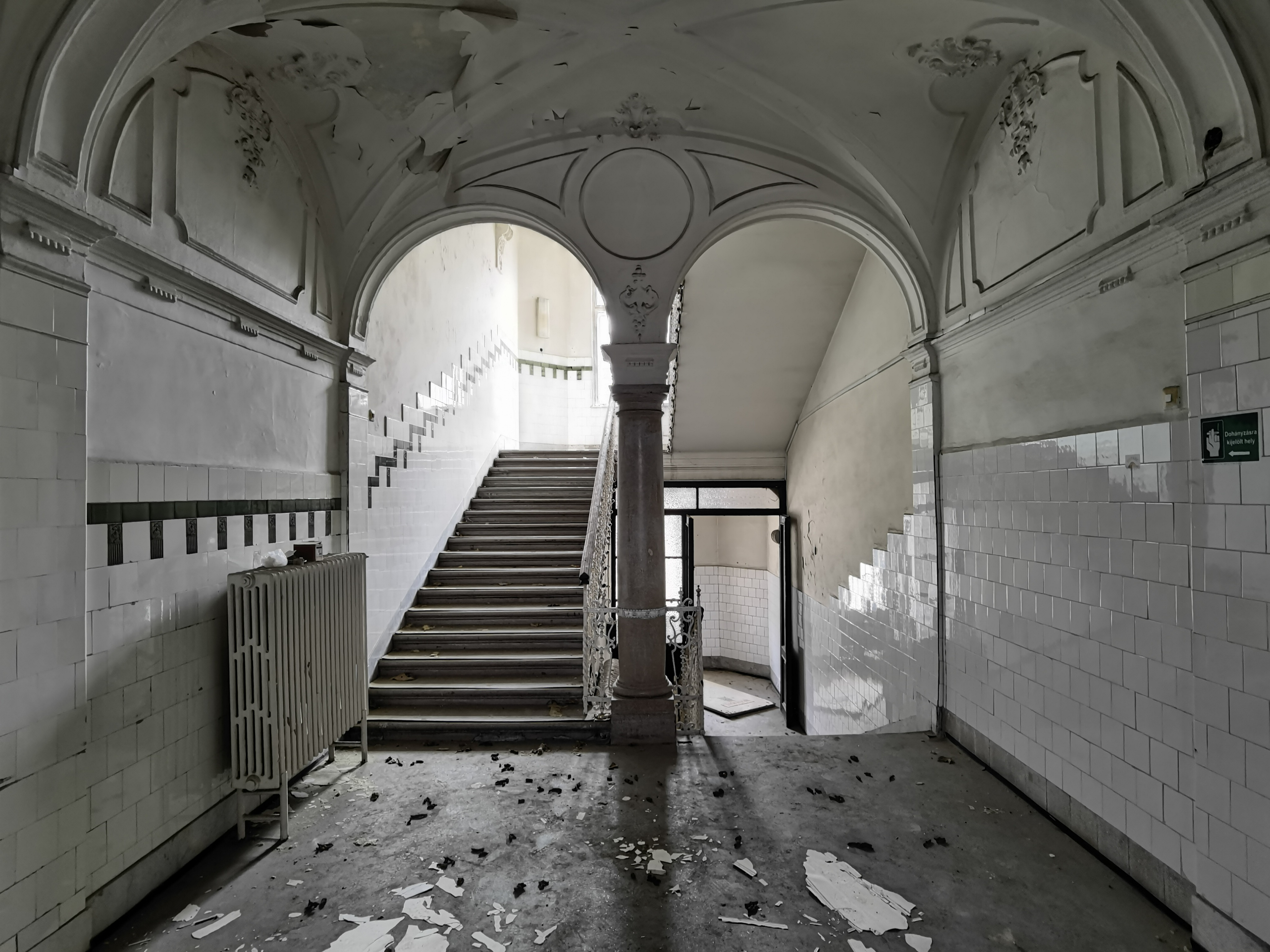
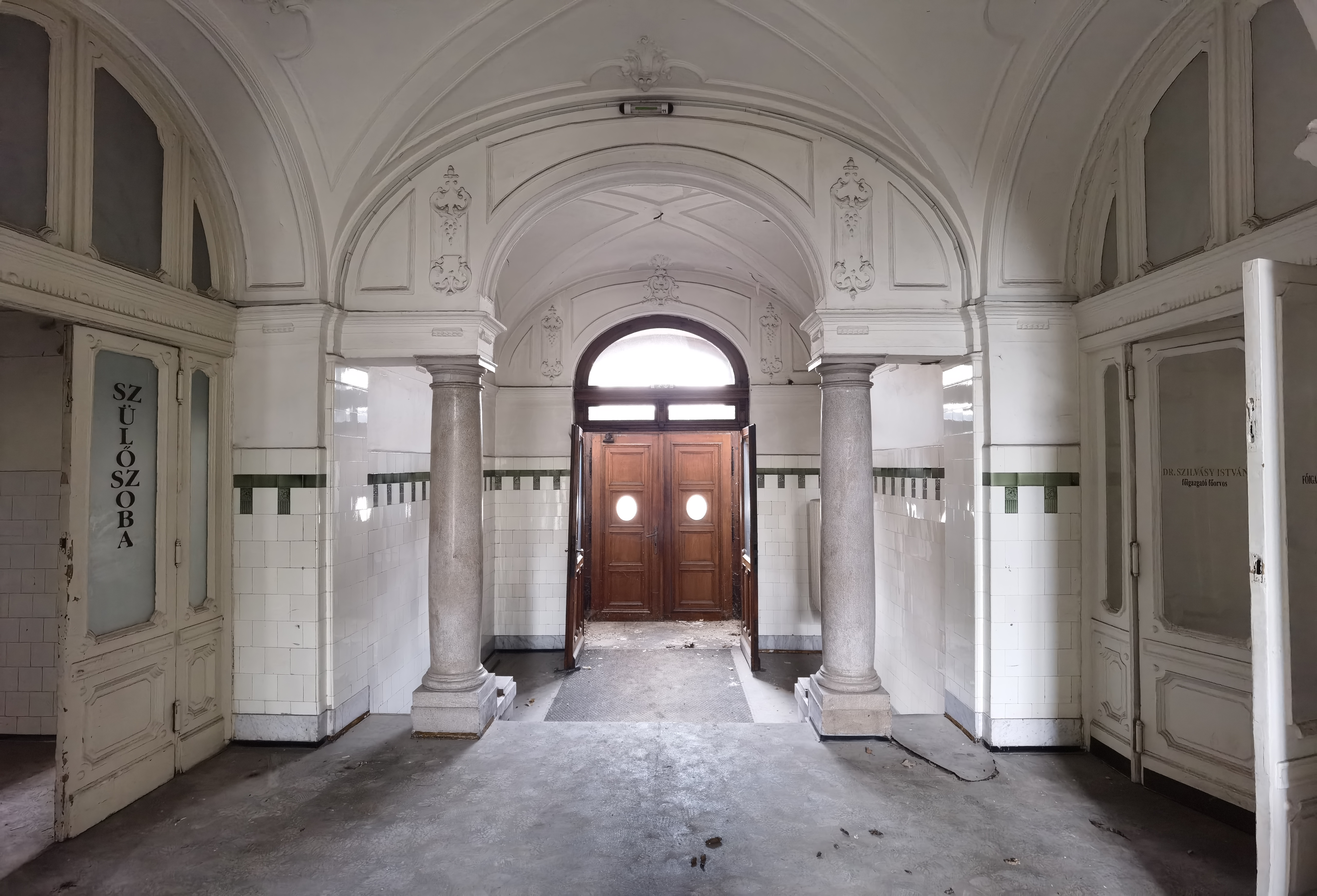
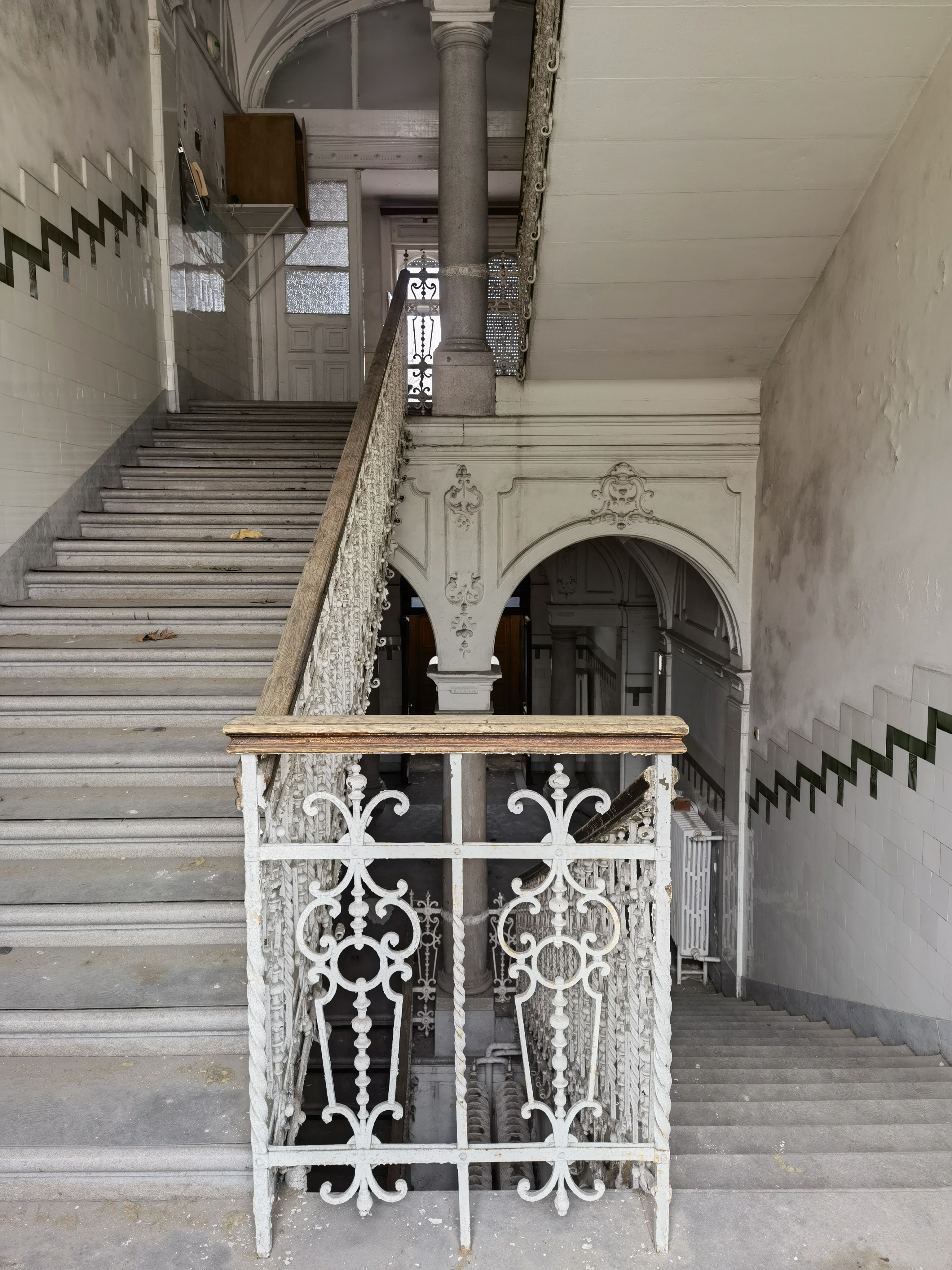
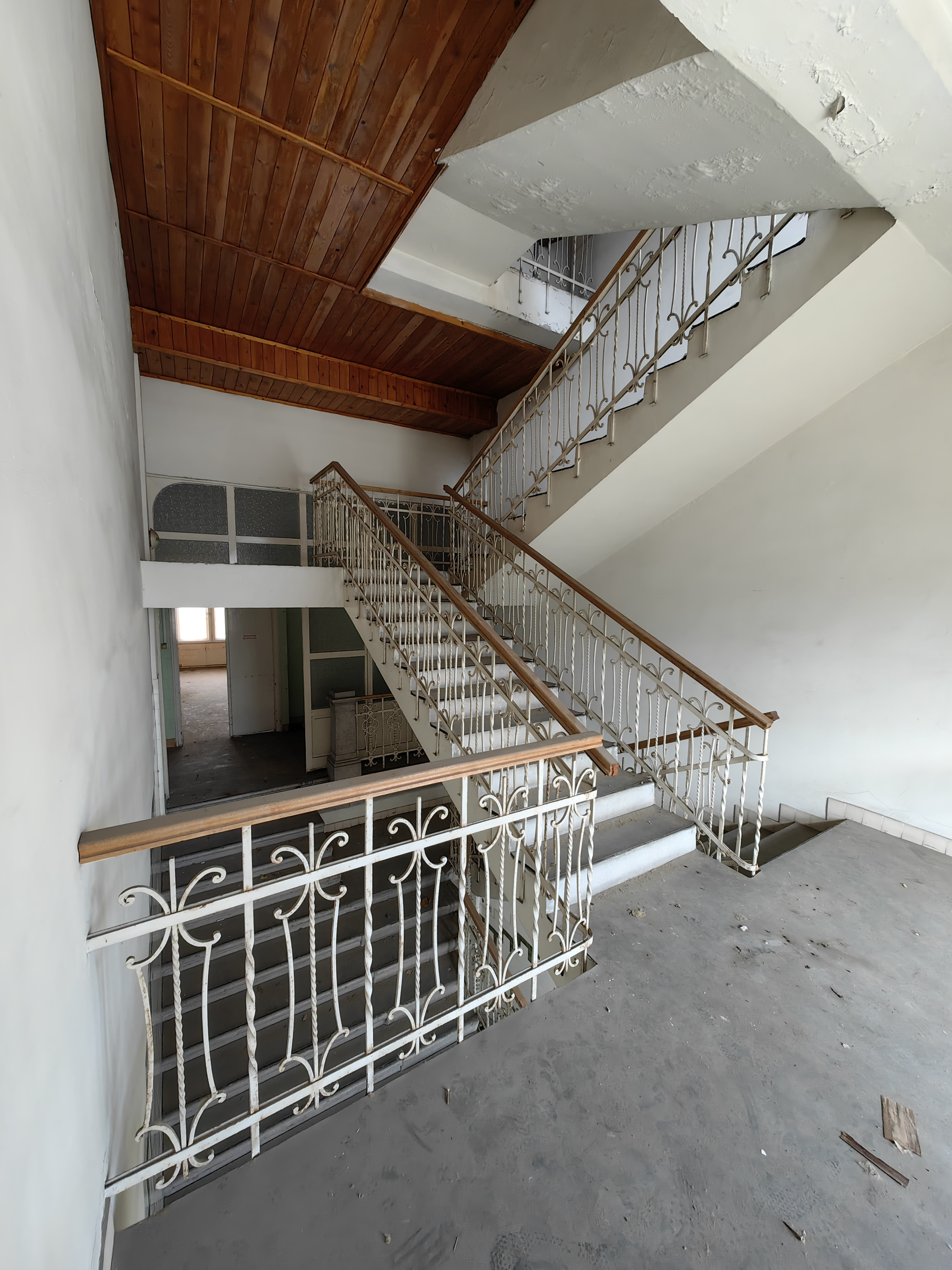